# Palazzo Maruscelli Lepri
Il Palazzo Maruscelli-Lepri o  Palazzo Lepri  è un edificio in stile barocco che si trova a Roma in via Condotti all'incrocio tra con via Mario de' Fiori, nel rione Campo Marzio.

## Storia e architettura

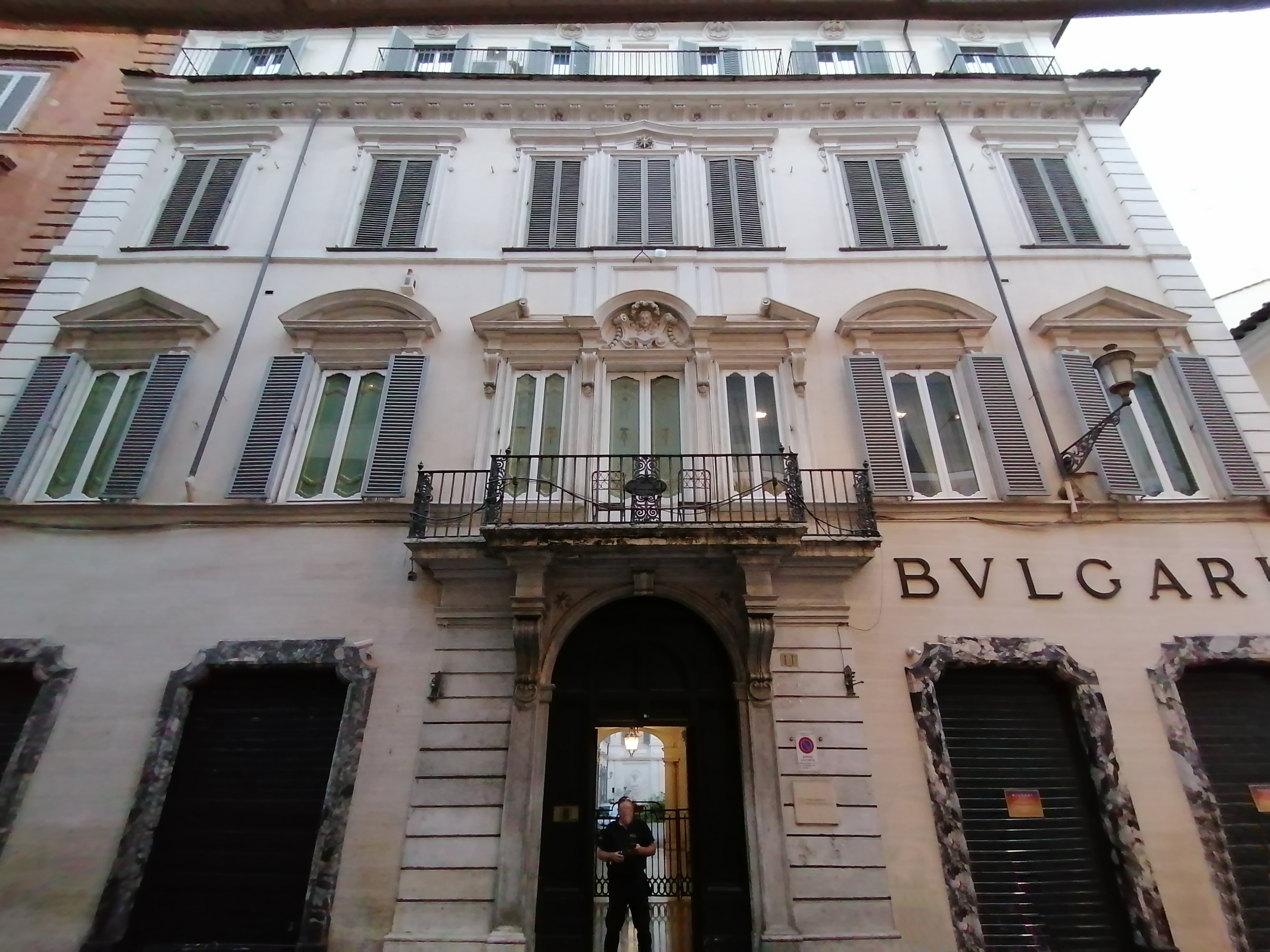
La facciata su Via Condotti.

Di incerta attribuzione, questo palazzo presenta linee aggraziate e decorazioni raffinate e fu costruito intorno al 1660, e come molti altri palazzi del XVIII secolo fu trasformato per ospitare la famiglia dei proprietari al piano nobile e appartamenti in affitto agli altri piani.
Dai Maruscelli l'edificio passò ai Lepri, famiglia milanese di ricchi mercanti che lo fanno completamente ristrutturare e ampliare dall'architetto Sebastiano Cipriani, tra il 1703 e il 1706. In seguito l'edificio passa di proprietà alla marchesa Maria Cristina Bezzi-Scala, seconda moglie del fisico e inventore della radio Guglielmo Marconi, che vi abitò fino al 1937 come ricorda una targa affissa sulla facciata.
Negli anni 1847-1848 ospitò per un certo periodo il circolo dei commercianti, istituito il 27 aprile 1847, che più tardi trasferì la sua sede al palazzo Theodoli al Corso e che, per un certo tempo, fu presieduto dall’avv. Giuseppe Galletti
Il 23 maggio 1874 vi si tenne la IX Assemblea costituente del Grande Oriente d'Italia.